# Sydnärkes utbildningsförbund
Sydnärkes utbildningsförbund, är ett kommunalförbund med Askersund, Hallsberg och Laxå som medlemskommuner. Utbildningsförbundet startade den 1 juli 1999 och skall på uppdrag av medlemskommunerna leda och ansvara för utbildningar inom de frivilliga skolformerna, det vill säga gymnasial utbildning, vuxenutbildning och uppdragsutbildning. Det driver gymnasiet Alléskolan och vuxenutbildningsskolan Allévux i Hallsberg.